# Liste der Naturdenkmale im Landkreis Northeim
Die Liste der Naturdenkmale im Landkreis Northeim enthält die Naturdenkmale im Landkreis Northeim in Niedersachsen.
Im April 2023 enthielt das Verzeichnis des Landkreises Northeim insgesamt 150 Naturdenkmale im Zuständigkeitsbereich der Unteren Naturschutzbehörde.

## Bad Gandersheim
Im Gebiet der Stadt Bad Gandersheim sind 14 Naturdenkmale verzeichnet.
| Bild            | Bezeichnung                                                             | Ort, Lage                                         | Beschreibung          | Schutzzweck                                                                | Nummer        |
| --------------- | ----------------------------------------------------------------------- | ------------------------------------------------- | --------------------- | -------------------------------------------------------------------------- | ------------- |
| BW              | Pyramideneiche                                                          | Bad Gandersheim (51° 52′ 7,1″ N, 10° 1′ 28,3″ O)  | (ehemals: ND-NOM 189) | Seltenheit, Eigenart und Schönheit                                         | ND NOM-GAN 01 |
| BW              | Zwillingsbuche                                                          | Heckenbeck (51° 52′ 37,2″ N, 9° 57′ 46,8″ O)      | (ehemals: ND-NOM 193) | Seltenheit, Eigenart und Schönheit                                         | ND NOM-GAN 02 |
| BW              | Rebbel-Eiche                                                            | Clus (51° 53′ 6″ N, 10° 1′ 11,4″ O)               | (ehemals: ND-NOM 196) | Bedeutung für Wissenschaft, Natur und Heimatkunde, Eigenheit und Schönheit | ND NOM-GAN 03 |
| BW              | Eiche                                                                   | Clus (51° 53′ 2,9″ N, 10° 0′ 56″ O)               | (ehemals: ND-NOM 198) | Seltenheit, Eigenart und Schönheit                                         | ND NOM-GAN 04 |
| Fotos hochladen | Kopfbuche                                                               | Gremsheim (51° 54′ 16,5″ N, 10° 4′ 52″ O)         | (ehemals: ND-NOM 245) | Seltenheit, Eigenart und Schönheit                                         | ND NOM-GAN 05 |
| BW              | Eibe                                                                    | Bad Gandersheim (51° 52′ 6,8″ N, 10° 1′ 27″ O)    | (ehemals: ND-NOM 246) | Seltenheit, Eigenart und Schönheit                                         | ND NOM-GAN 06 |
| BW              | Linde, am Rittergut Hilprechtshausen                                    | Heckenbeck (51° 53′ 56,3″ N, 9° 56′ 52,5″ O)      | (ehemals: ND-NOM 268) | Seltenheit, Eigenart und Schönheit                                         | ND NOM-GAN 07 |
| BW              | Eiche von 1871                                                          | Ackenhausen (51° 53′ 29,4″ N, 10° 4′ 4,9″ O)      | (ehemals: ND-NOM 286) | Bedeutung für Wissenschaft, Natur und Heimatkunde, Eigenheit und Schönheit | ND NOM-GAN 08 |
| BW              | Lutherlinde                                                             | Harriehausen (51° 50′ 50,4″ N, 10° 5′ 32,7″ O)    | (ehemals: ND-NOM 287) | Bedeutung für Wissenschaft, Natur und Heimatkunde, Eigenheit und Schönheit | ND NOM-GAN 09 |
| BW              | Hainbuchen und Eichen an der Clusgasse (83 Hainbuchen und 14 Alteichen) | Bad Gandersheim (51° 52′ 39,3″ N, 10° 0′ 49,6″ O) | (ehemals: ND-NOM 298) | Bedeutung für Wissenschaft, Natur und Heimatkunde, Eigenheit und Schönheit | ND NOM-GAN 10 |
| BW              | Eiche                                                                   | Wrescherode (51° 51′ 46″ N, 10° 2′ 24,8″ O)       |                       | Seltenheit, Eigenart und Schönheit                                         | ND NOM-GAN 11 |
| BW              | Stieleiche                                                              | Wrescherode (51° 51′ 6,1″ N, 10° 2′ 4,9″ O)       |                       | Seltenheit, Eigenart und Schönheit                                         | ND NOM-GAN 12 |
| BW              | Süntelbuche                                                             | Gremsheim (51° 54′ 25,9″ N, 10° 3′ 16,2″ O)       |                       | Seltenheit, Eigenart und Schönheit                                         | ND NOM-GAN 13 |
| BW              | Eiche                                                                   | Gremsheim (51° 54′ 25,8″ N, 10° 3′ 27,6″ O)       |                       | Seltenheit, Eigenart und Schönheit                                         | ND NOM-GAN 14 |

## Bodenfelde
Im Gebiet des Flecken Bodenfelde sind 3 Naturdenkmale verzeichnet.
| Bild | Bezeichnung                     | Ort, Lage                                    | Beschreibung | Schutzzweck                        | Nummer      |
| ---- | ------------------------------- | -------------------------------------------- | ------------ | ---------------------------------- | ----------- |
| BW   | Hainbuche in der Weseraue       | Wahmbeck (51° 38′ 38,8″ N, 9° 29′ 43,3″ O)   |              | Seltenheit, Eigenart und Schönheit | ND NOM-BO 1 |
| BW   | Eiche vor der alten Schule      | Bodenfelde (51° 38′ 35,7″ N, 9° 33′ 6,2″ O)  |              | Seltenheit, Eigenart und Schönheit | ND NOM-BO 2 |
| BW   | Blutbuche an der Uslarer Straße | Bodenfelde (51° 38′ 10,8″ N, 9° 33′ 32,4″ O) |              | Seltenheit, Eigenart und Schönheit | ND NOM-BO 3 |

## Dassel
Im Gebiet der Stadt Dassel sind 7 Naturdenkmale verzeichnet.
| Bild            | Bezeichnung                                | Ort, Lage                                       | Beschreibung | Schutzzweck                                                                | Nummer      |
| --------------- | ------------------------------------------ | ----------------------------------------------- | --- | -------------------------------------------------------------------------- | ----------- |
| Fotos hochladen | Abbecker Eichen (27)                       | Abbecke (51° 45′ 7,6″ N, 9° 38′ 34,1″ O)        | (ehemals: ND-NOM 239) | Bedeutung für Wissenschaft, Natur und Heimatkunde, Eigenheit und Schönheit | ND NOM-DA 1 |
| Fotos hochladen | Eiche                                      | Mackensen (51° 49′ 19,5″ N, 9° 39′ 59,4″ O)     | (ehemals: ND-NOM 281) | Seltenheit, Eigenart und Schönheit                                         | ND NOM-DA 2 |
| Fotos hochladen | Eiche                                      | Sievershausen (51° 46′ 11,6″ N, 9° 39′ 23,8″ O) | (ehemals: ND-NOM 282) | Seltenheit, Eigenart und Schönheit                                         | ND NOM-DA 3 |
| Fotos hochladen | Völkerschlachteiche                        | Dassel (51° 48′ 7,7″ N, 9° 41′ 12,7″ O)         | wegen Befall mit Schillerporlingen wurde die Völkerschlachteiche am 27. September 2024 gefällt – übrig geblieben ist nur der Stamm als Lebensraum für diese Pilze. (ehemals: ND-NOM 284) | Bedeutung für Wissenschaft, Natur und Heimatkunde, Eigenheit und Schönheit | ND NOM-DA 4 |
| Fotos hochladen | Baumreihe, südlich Relliehausen (6 Eichen) | Dassel (51° 46′ 13,7″ N, 9° 41′ 10,8″ O)        | Laut FA Neuhaus ist einer der Bäume im Januar 2015 umgestürzt. (ehemals: ND-NOM 292). | Seltenheit, Eigenart und Schönheit                                         | ND NOM-DA 5 |
| Fotos hochladen | Linde                                      | Ellensen (51° 48′ 8,8″ N, 9° 44′ 29,8″ O)       | | Seltenheit, Eigenart und Schönheit                                         | ND NOM-DA 6 |
| Fotos hochladen | Eiche am Ehrenmal                          | Wellersen (51° 47′ 32,7″ N, 9° 46′ 51,3″ O)     | | Bedeutung für Wissenschaft, Natur und Heimatkunde, Eigenheit und Schönheit | ND NOM-DA 7 |

## Einbeck
Im Gebiet der Stadt Einbeck sind 19 Naturdenkmale verzeichnet.
| Bild            | Bezeichnung                           | Ort, Lage                                      | Beschreibung                                                                                        | Schutzzweck                                                                | Nummer        |
| --------------- | ------------------------------------- | ---------------------------------------------- | --------------------------------------------------------------------------------------------------- | -------------------------------------------------------------------------- | ------------- |
| Fotos hochladen | Eiche an der Luhbachquelle            | Greene (51° 51′ 49,3″ N, 9° 54′ 30,1″ O)       | (ehemals: ND-NOM 191)                                                                               | Seltenheit, Eigenart und Schönheit                                         | ND NOM-EIN 01 |
| BW              | Krüppelbuche                          | Einbeck (51° 50′ 57,6″ N, 9° 52′ 19,1″ O)      | (ehemals: ND-NOM 208)                                                                               | Seltenheit, Eigenart und Schönheit                                         | ND NOM-EIN 02 |
| Fotos hochladen | Linde                                 | Iber (51° 44′ 27,7″ N, 9° 52′ 48,3″ O)         | (ehemals: ND-NOM 212)                                                                               | Seltenheit, Eigenart und Schönheit                                         | ND NOM-EIN 03 |
| BW              | Hube-Linde                            | Einbeck (51° 50′ 56″ N, 9° 52′ 22,3″ O)        | (ehemals: ND-NOM 213)                                                                               | Bedeutung für Wissenschaft, Natur und Heimatkunde, Eigenheit und Schönheit | ND NOM-EIN 04 |
| Fotos hochladen | Linde                                 | Kuventhal (51° 50′ 39″ N, 9° 50′ 53,4″ O)      | (ehemals: ND-NOM 215)                                                                               | Seltenheit, Eigenart und Schönheit                                         | ND NOM-EIN 05 |
| Fotos hochladen | Eiche                                 | Kohnsen (51° 49′ 12,5″ N, 9° 48′ 54,2″ O)      | Standort: am Klapperturm der Einbecker Landwehr (ehemals: ND-NOM 216).                              | Seltenheit, Eigenart und Schönheit                                         | ND NOM-EIN 06 |
| Fotos hochladen | Eiche                                 | Odagsen (51° 47′ 0″ N, 9° 52′ 29″ O)           | (ehemals: ND-NOM 235)                                                                               | Seltenheit, Eigenart und Schönheit                                         | ND NOM-EIN 07 |
| BW              | Japanische Sicheltanne                | Rotenkirchen (51° 45′ 36,6″ N, 9° 48′ 16,2″ O) | (ehemals: ND-NOM 255)                                                                               | Seltenheit, Eigenart und Schönheit                                         | ND NOM-EIN 08 |
| BW              | Dorfeiche                             | Hullersen (51° 48′ 37,3″ N, 9° 49′ 26,3″ O)    | (ehemals: ND-NOM 256)                                                                               | Seltenheit, Eigenart und Schönheit                                         | ND NOM-EIN 09 |
| Fotos hochladen | Pyramideneiche „Lockemann“ in Sülbeck | Sülbeck (51° 46′ 24″ N, 9° 55′ 8,1″ O)         | (ehemals: ND-NOM 258)                                                                               | Seltenheit, Eigenart und Schönheit                                         | ND NOM-EIN 10 |
| Fotos hochladen | Linde am Kirchplatz                   | Greene (51° 51′ 33″ N, 9° 56′ 36,1″ O)         | (ehemals: ND-NOM 277)                                                                               | Seltenheit, Eigenart und Schönheit                                         | ND NOM-EIN 11 |
| BW              | Linde                                 | Dörrigsen (51° 45′ 20,6″ N, 9° 51′ 45,1″ O)    | (ehemals: ND-NOM 280) Im August 2015 durch Blitzschlag in Brand geraten und anschließend beseitigt. | Seltenheit, Eigenart und Schönheit                                         | ND NOM-EIN 12 |
| Fotos hochladen | Siegeiche von 1871                    | Brunsen (51° 51′ 47,3″ N, 9° 51′ 57″ O)        | (ehemals: ND-NOM 289)                                                                               | Bedeutung für Wissenschaft, Natur und Heimatkunde, Eigenheit und Schönheit | ND NOM-EIN 13 |
| Fotos hochladen | Winterlinde                           | Vardeilsen (51° 50′ 24,4″ N, 9° 47′ 26,9″ O)   | | Seltenheit, Eigenart und Schönheit                                         | ND NOM-EIN 14 |
| Fotos hochladen | Linde an der Kreisstraße 530          | Immensen (51° 46′ 51,3″ N, 9° 53′ 49,9″ O)     | | Seltenheit, Eigenart und Schönheit                                         | ND NOM-EIN 15 |
| BW              | Stieleiche an der Ortsdurchfahrt      | Garlebsen (51° 50′ 13,5″ N, 9° 56′ 54,3″ O)    | | Seltenheit, Eigenart und Schönheit                                         | ND NOM-EIN 16 |
| BW              | Linde am Pfarrhaus                    | Ahlshausen (51° 47′ 30,6″ N, 9° 58′ 31,8″ O)   | | Seltenheit, Eigenart und Schönheit                                         | ND NOM-EIN 17 |
| BW              | 2 Blutbuchen im Park Rimmerode        | Bentierode (51° 50′ 36,5″ N, 10° 0′ 49,4″ O)   | | Seltenheit, Eigenart und Schönheit                                         | ND NOM-EIN 18 |
| BW              | Eiche an der Dorfkapelle              | Beulshausen (51° 52′ 28,9″ N, 9° 56′ 44,2″ O)  | | Seltenheit, Eigenart und Schönheit                                         | ND NOM-EIN 19 |

## Hardegsen
Im Gebiet der Stadt Hardegsen sind 13 Naturdenkmale verzeichnet.
| Bild            | Bezeichnung                           | Ort, Lage                                      | Beschreibung                                                                                        | Schutzzweck                                                                | Nummer       |
| --------------- | ------------------------------------- | ---------------------------------------------- | --------------------------------------------------------------------------------------------------- | -------------------------------------------------------------------------- | ------------ |
| Fotos hochladen | Friedenslinde                         | Asche (51° 37′ 15,2″ N, 9° 48′ 51″ O)          | (ehemals: ND-NOM 36)                                                                                | Bedeutung für Wissenschaft, Natur und Heimatkunde, Eigenheit und Schönheit | ND NOM-HA 01 |
| Fotos hochladen | Kastanie                              | Ellierode (51° 37′ 53,7″ N, 9° 48′ 17,9″ O)    | (ehemals: ND-NOM 50)                                                                                | Seltenheit, Eigenart und Schönheit                                         | ND NOM-HA 02 |
| Fotos hochladen | Hoflinde                              | Espol (51° 41′ 59,7″ N, 9° 46′ 50,3″ O)        | (ehemals: ND-NOM 54)                                                                                | Seltenheit, Eigenart und Schönheit                                         | ND NOM-HA 03 |
| BW              | Haumeister-Wille-Buche                | Hardegsen (51° 39′ 25,7″ N, 9° 48′ 18″ O)      | (ehemals: ND-NOM 78)                                                                                | Bedeutung für Wissenschaft, Natur und Heimatkunde, Eigenheit und Schönheit | ND NOM-HA 04 |
| Fotos hochladen | Eiche                                 | Hettensen (51° 37′ 2,7″ N, 9° 47′ 21,5″ O)     | (ehemals: ND-NOM 79)                                                                                | Seltenheit, Eigenart und Schönheit                                         | ND NOM-HA 05 |
| BW              | Alte Hainbuche                        | Lutterhausen (51° 39′ 41,4″ N, 9° 50′ 48,5″ O) | Sturmschaden am 5. Juli 2015. Zur Löschung aus Denkmalverzeichnis vorgesehen. (ehemals: ND-NOM 100) | Seltenheit, Eigenart und Schönheit                                         | ND NOM-HA 06 |
| Fotos hochladen | Eiche                                 | Trögen (51° 40′ 45″ N, 9° 48′ 42,4″ O)         | (ehemals: ND-NOM 140)                                                                               | Seltenheit, Eigenart und Schönheit                                         | ND NOM-HA 07 |
| Fotos hochladen | Linde                                 | Üssinghausen (51° 41′ 23,8″ N, 9° 48′ 19″ O)   | (ehemals: ND-NOM 141)                                                                               | Seltenheit, Eigenart und Schönheit                                         | ND NOM-HA 08 |
| Fotos hochladen | Kaisereiche von 1913                  | Espol (51° 41′ 48″ N, 9° 46′ 32,2″ O)          | (ehemals: ND-NOM 169)                                                                               | Bedeutung für Wissenschaft, Natur und Heimatkunde, Eigenheit und Schönheit | ND NOM-HA 09 |
| Fotos hochladen | Kastanie                              | Gladebeck (51° 37′ 8,1″ N, 9° 51′ 8,5″ O)      | (ehemals: ND-NOM 240)                                                                               | Seltenheit, Eigenart und Schönheit                                         | ND NOM-HA 10 |
| Fotos hochladen | Linde am Thie                         | Gladebeck (51° 37′ 8,6″ N, 9° 51′ 4,6″ O)      | (ehemals: ND-NOM 241)                                                                               | Bedeutung für Wissenschaft, Natur und Heimatkunde, Eigenheit und Schönheit | ND NOM-HA 11 |
| Fotos hochladen | Alte Linde                            | Gladebeck (51° 37′ 11,9″ N, 9° 51′ 15,7″ O)    | (ehemals: ND-NOM 242)                                                                               | Seltenheit, Eigenart und Schönheit                                         | ND NOM-HA 12 |
| Fotos hochladen | Eiche + Ulme am Dorfgemeinschaftshaus | Asche (51° 36′ 52″ N, 9° 49′ 3″ O)             | (ehemals: ND-NOM 35)                                                                                | Seltenheit, Eigenart und Schönheit                                         | ND NOM-HA 13 |

## Kalefeld
Im Gebiet der Gemeinde Kalefeld sind 12 Naturdenkmale verzeichnet.
| Bild            | Bezeichnung                                   | Ort, Lage                                       | Beschreibung | Schutzzweck                                                                | Nummer       |
| --------------- | --------------------------------------------- | ----------------------------------------------- | --- | -------------------------------------------------------------------------- | ------------ |
| Fotos hochladen | Linde an der Kirche                           | Echte (51° 47′ 0,6″ N, 10° 3′ 54,5″ O)          | (ehemals: ND-NOM 199) | Seltenheit, Eigenart und Schönheit                                         | ND NOM-KA 01 |
| Fotos hochladen | Baumgruppe am Quellgebiet der Böke (7 Eichen) | Echte (51° 46′ 36,8″ N, 10° 3′ 22,3″ O)         | (ehemals: ND-NOM 200) | Seltenheit, Eigenart und Schönheit                                         | ND NOM-KA 02 |
| Fotos hochladen | Linde auf dem Friedhof                        | Echte (51° 46′ 42,2″ N, 10° 3′ 15,6″ O)         | (ehemals: ND-NOM 201) | Seltenheit, Eigenart und Schönheit                                         | ND NOM-KA 03 |
| BW              | Lauseeiche                                    | Oldershausen (51° 48′ 18,5″ N, 10° 5′ 0″ O)     | (ehemals: ND-NOM 204). | Seltenheit, Eigenart und Schönheit                                         | ND NOM-KA 04 |
| Fotos hochladen | Tongrube Willershausen                        | Willershausen (51° 47′ 2″ N, 10° 6′ 50″ O)      | Aufgelassener Tonabbau mit einzigartigem Vorkommen gut erhaltener Fossilien von besonders großer geologisch-paläontologischer Bedeutung (ehemals: ND-NOM 206). | Seltenheit, Eigenart und Schönheit                                         | ND NOM-KA 05 |
| BW              | Friedenseiche von 1871                        | Willershausen (51° 47′ 4,6″ N, 10° 6′ 33,4″ O)  | (ehemals: ND-NOM 259) | Bedeutung für Wissenschaft, Natur und Heimatkunde, Eigenheit und Schönheit | ND NOM-KA 06 |
| BW              | Lutherlinde am Kriegerdenkmal                 | Willershausen (51° 46′ 52,6″ N, 10° 6′ 31,1″ O) | (ehemals: ND-NOM 260) | Bedeutung für Wissenschaft, Natur und Heimatkunde, Eigenheit und Schönheit | ND NOM-KA 07 |
| BW              | 2 Friedenseichen                              | Wiershausen (51° 49′ 26,9″ N, 10° 3′ 54,1″ O)   | 1 Eiche am 18. Januar 2018 Windwurf. (ehemals: ND-NOM 261) | Bedeutung für Wissenschaft, Natur und Heimatkunde, Eigenheit und Schönheit | ND NOM-KA 08 |
| BW              | Eichen (5), am Ehrenmal                       | Düderode (51° 48′ 36,1″ N, 10° 6′ 45,9″ O)      | (ehemals: ND-NOM 263) | Bedeutung für Wissenschaft, Natur und Heimatkunde, Eigenheit und Schönheit | ND NOM-KA 09 |
| BW              | Eiche am Gut Düderode                         | Düderode (51° 48′ 33,1″ N, 10° 6′ 2,1″ O)       | (ehemals: ND-NOM 264) | Seltenheit, Eigenart und Schönheit                                         | ND NOM-KA 10 |
| BW              | Eichen (2), an der Sägemühle                  | Düderode (51° 48′ 30,9″ N, 10° 6′ 6,4″ O)       | (ehemals: ND-NOM 273) | Seltenheit, Eigenart und Schönheit                                         | ND NOM-KA 11 |
| BW              | Eichen (3), südlich der Ortschaft am Ehrenmal | Eboldshausen (51° 46′ 19,9″ N, 10° 0′ 5″ O)     | (ehemals: ND-NOM 291) | Seltenheit, Eigenart und Schönheit                                         | ND NOM-KA 12 |

## Katlenburg-Lindau
Im Gebiet der Gemeinde Katlenburg-Lindau sind 8 Naturdenkmale verzeichnet.
| Bild                          | Bezeichnung                               | Ort, Lage                                                          | Beschreibung | Schutzzweck                                                                | Nummer       |
| ----------------------------- | ----------------------------------------- | ------------------------------------------------------------------ | --- | -------------------------------------------------------------------------- | ------------ |
| mehr Fotos \| Fotos hochladen | Lutherlinde                               | Berka Kirchplatz (51° 41′ 11,8″ N, 10° 6′ 35″ O)                   | Linde neben dem Turm der St.-Martini-Kirche (ehemals: ND-NOM 6)                                                                                    | Bedeutung für Wissenschaft, Natur und Heimatkunde, Eigenheit und Schönheit | ND NOM-KAT 1 |
| mehr Fotos \| Fotos hochladen | Gerichtslinde                             | Katlenburg Burgberg (51° 40′ 43,1″ N, 10° 6′ 1,8″ O)               | Gerichtslinde am Aufstieg zum Burgberg von der Nordseite an der Herzberger Straße. Daneben befindet sich auch ein Steintisch. (ehemals: ND-NOM 15) | Bedeutung für Wissenschaft, Natur und Heimatkunde, Eigenheit und Schönheit | ND NOM-KAT 2 |
| Fotos hochladen               | Linde                                     | Berka Am Anger 2 (51° 41′ 5″ N, 10° 6′ 28,8″ O)                    | (ehemals: ND-NOM 41) | Seltenheit, Eigenheit und Schönheit                                        | ND NOM-KAT 3 |
| Fotos hochladen               | Linden (4), Am Anger                      | Berka Am Anger (51° 41′ 7,5″ N, 10° 6′ 28,3″ O)                    | Lindengruppe mit vier Linden (ehemals: ND-NOM 42)                                                                                                  | Bedeutung für Wissenschaft, Natur und Heimatkunde, Eigenheit und Schönheit | ND NOM-KAT 4 |
| Fotos hochladen               | Linde auf dem Kirchplatz                  | Berka Kirchplatz Ecke Pfarrgasse (51° 41′ 11,4″ N, 10° 6′ 37,2″ O) | Linde am Ostgiebel des Kirchenschiffs (ehemals: ND-NOM 43)                                                                                         | Seltenheit, Eigenheit und Schönheit                                        | ND NOM-KAT 5 |
| BW                            | Bode-Eiche                                | Gillersheim (51° 37′ 20,6″ N, 10° 3′ 44,3″ O)                      | (ehemals: ND-NOM 67) | Bedeutung für Wissenschaft, Natur und Heimatkunde, Eigenheit und Schönheit | ND NOM-KAT 6 |
| mehr Fotos \| Fotos hochladen | Luthereiche                               | Katlenburg Bahnhofstraße (51° 41′ 5,1″ N, 10° 6′ 1,4″ O)           | Eiche neben der Gemeindeverwaltung in der Bahnhofstraße. (ehemals: ND-NOM 93)                                                                      | Bedeutung für Wissenschaft, Natur und Heimatkunde, Eigenheit und Schönheit | ND NOM-KAT 7 |
| BW                            | Eiche am Waldrand, nördlich des Dutberges | Katlenburg (51° 40′ 50,7″ N, 10° 8′ 35,4″ O)                       | (ehemals: ND-NOM 293) | Seltenheit, Eigenheit und Schönheit                                        | ND NOM-KAT 8 |

## Moringen
Im Gebiet der Stadt Moringen sind 17 Naturdenkmale verzeichnet.
| Bild            | Bezeichnung                                               | Ort, Lage                                       | Beschreibung | Schutzzweck                                                                | Nummer       |
| --------------- | --------------------------------------------------------- | ----------------------------------------------- | --- | -------------------------------------------------------------------------- | ------------ |
| Fotos hochladen | Ducksteinquelle                                           | Moringen (51° 43′ 34,7″ N, 9° 50′ 56,4″ O)      | Seltenheit und Eigenart des sich im Abflussbereich der Kalkquelle bildenden Tuffsteins mit Moosbeständen (ehemals: ND-NOM 20) | Seltenheit und Eigenart                                                    | ND NOM-MO 01 |
| BW              | Silberbreitenbuche, östlich Fredelsloh an der Ahlsburg    | Moringen (51° 44′ 33,1″ N, 9° 49′ 21,9″ O)      | (ehemals: ND-NOM 21) | Bedeutung für Wissenschaft, Natur und Heimatkunde, Eigenheit und Schönheit | ND NOM-MO 02 |
| Fotos hochladen | Stieleiche                                                | Behrensen (51° 39′ 20,1″ N, 9° 54′ 12″ O)       | (ehemals: ND-NOM 39) | Seltenheit, Eigenheit und Schönheit                                        | ND NOM-MO 03 |
| BW              | Dicke Eiche, vor der Ahlsburg                             | Fredelsloh (51° 44′ 42,2″ N, 9° 47′ 59,6″ O)    | (ehemals: ND-NOM 59) | Seltenheit, Eigenheit und Schönheit                                        | ND NOM-MO 04 |
| Fotos hochladen | Buchen auf dem Sandsteinfelsen (10 Rotbuchen)             | Fredelsloh (51° 44′ 2,5″ N, 9° 46′ 50,3″ O)     | (ehemals: ND-NOM 60) | Seltenheit, Eigenheit und Schönheit                                        | ND NOM-MO 05 |
| Fotos hochladen | Linde am Weltkriegsdenkmal                                | Fredelsloh (51° 44′ 11″ N, 9° 47′ 27,4″ O)      | (ehemals: ND-NOM 61) | Bedeutung für Wissenschaft, Natur und Heimatkunde, Eigenheit und Schönheit | ND NOM-MO 06 |
| Fotos hochladen | 2 Eichen + 1 Linde, vor dem Schmidtschen Haus am Hainberg | Fredelsloh (51° 44′ 14,5″ N, 9° 47′ 23,7″ O)    | (ehemals: ND-NOM 62) | Seltenheit, Eigenheit und Schönheit                                        | ND NOM-MO 07 |
| Fotos hochladen | Buche, an der Schafangerstraße                            | Fredelsloh (51° 44′ 12″ N, 9° 47′ 15,5″ O)      | (ehemals: ND-NOM 64) | Seltenheit, Eigenheit und Schönheit                                        | ND NOM-MO 08 |
| BW              | Linde, Am Pfingstanger                                    | Fredelsloh (51° 44′ 38″ N, 9° 47′ 7,6″ O)       | (ehemals: ND-NOM 65) | Seltenheit, Eigenheit und Schönheit                                        | ND NOM-MO 09 |
| BW              | Doppelstämmige Eiche, Am Pfingstanger                     | Fredelsloh (51° 44′ 45,5″ N, 9° 47′ 3,5″ O)     | (ehemals: ND-NOM 66) | Seltenheit, Eigenheit und Schönheit                                        | ND NOM-MO 10 |
| BW              | Eiche am Hagenberg                                        | Moringen (51° 41′ 33,8″ N, 9° 52′ 54,5″ O)      | (ehemals: ND-NOM 104) | Seltenheit, Eigenheit und Schönheit                                        | ND NOM-MO 11 |
| Fotos hochladen | Luthereiche, an der Kirche                                | Nienhagen (51° 42′ 24,3″ N, 9° 49′ 22,1″ O)     | (ehemals: ND-NOM 105) | Bedeutung für Wissenschaft, Natur und Heimatkunde, Eigenheit und Schönheit | ND NOM-MO 12 |
| BW              | Buche am Wackelberg                                       | Nienhagen (51° 42′ 39,2″ N, 9° 49′ 18,8″ O)     | (ehemals: ND-NOM 107) | Seltenheit, Eigenheit und Schönheit                                        | ND NOM-MO 13 |
| Fotos hochladen | Linde                                                     | Thüdinghausen (51° 40′ 20,2″ N, 9° 52′ 24,6″ O) | (ehemals: ND-NOM 139) | Seltenheit, Eigenheit und Schönheit                                        | ND NOM-MO 14 |
| BW              | 2 Eichen                                                  | Fredelsloh (51° 42′ 22,5″ N, 9° 44′ 1,6″ O)     | (ehemals: ND-NOM 171) | Seltenheit, Eigenheit und Schönheit                                        | ND NOM-MO 15 |
| Fotos hochladen | 2 Platanen im ehemaligen Domänengarten                    | Moringen (51° 41′ 52,8″ N, 9° 52′ 5,6″ O)       | (ehemals: ND-NOM 249) | Seltenheit, Eigenheit und Schönheit                                        | ND NOM-MO 16 |
| Fotos hochladen | Esche                                                     | Moringen (51° 42′ 5,5″ N, 9° 51′ 50,9″ O)       | (ehemals: ND-NOM 288) | Seltenheit, Eigenheit und Schönheit                                        | ND NOM-MO 17 |

## Nörten-Hardenberg
Im Gebiet des Flecken Nörten-Hardenberg sind 8 Naturdenkmale verzeichnet.
| Bild            | Bezeichnung                                    | Ort, Lage                                          | Beschreibung          | Schutzzweck                                                               | Nummer      |
| --------------- | ---------------------------------------------- | -------------------------------------------------- | --------------------- | ------------------------------------------------------------------------- | ----------- |
| BW              | Linde am Gutshof St. Margarethe                | Bishausen (51° 38′ 12″ N, 9° 59′ 39,1″ O)          | (ehemals: ND-NOM 44)  | Seltenheit, Eigenart und Schönheit                                        | ND NOM-NÖ 1 |
| BW              | Eiche, nördlich des Dorfes                     | Sudershausen (51° 38′ 37,7″ N, 10° 1′ 51,8″ O)     | (ehemals: ND-NOM 136) | Seltenheit, Eigenart und Schönheit                                        | ND NOM-NÖ 2 |
| BW              | Kastanie im Pfarrgarten                        | Sudershausen (51° 37′ 52,8″ N, 10° 1′ 17,3″ O)     | (ehemals: ND-NOM 137) | Seltenheit, Eigenart und Schönheit                                        | ND NOM-NÖ 3 |
| Fotos hochladen | Linde                                          | Wolbrechtshausen (51° 37′ 57,9″ N, 9° 53′ 3,6″ O)  | (ehemals: ND-NOM 162) | Seltenheit, Eigenart und Schönheit                                        | ND NOM-NÖ 4 |
| Fotos hochladen | Leipziger Linden (2)                           | Wolbrechtshausen (51° 37′ 49,9″ N, 9° 52′ 36,4″ O) | (ehemals: ND-NOM 164) | Seltenheit, Eigenart und Schönheit                                        | ND NOM-NÖ 5 |
| Fotos hochladen | Linden (2), vor Haus Ropeter                   | Wolbrechtshausen (51° 37′ 59,5″ N, 9° 52′ 58,8″ O) | (ehemals: ND-NOM 168) | Seltenheit, Eigenart und Schönheit                                        | ND NOM-NÖ 6 |
| Fotos hochladen | 2 Linden                                       | Angerstein (51° 36′ 55,4″ N, 9° 55′ 33,2″ O)       | (ehemals: ND-NOM 243) | Seltenheit, Eigenart und Schönheit                                        | ND NOM-NÖ 7 |
| Fotos hochladen | Gerichtslinde, im Westen des Hindenburgplatzes | Nörten-Hardenberg (51° 37′ 52,1″ N, 9° 56′ 13″ O)  | (ehemals: ND-NOM 285) | Bedeutung für Wissenschaft, Natur und Heimatkunde, Eigenart und Schönheit | ND NOM-NÖ 8 |

## Northeim
Im Gebiet der Stadt Northeim sind 30 Naturdenkmale verzeichnet.
| Bild            | Bezeichnung                                   | Ort, Lage                                         | Beschreibung                                                            | Schutzzweck                                                                | Nummer        |
| --------------- | --------------------------------------------- | ------------------------------------------------- | ----------------------------------------------------------------------- | -------------------------------------------------------------------------- | ------------- |
| BW              | Linde im Stadtwald                            | Northeim (51° 41′ 57,7″ N, 10° 0′ 47,2″ O)        | (ehemals: ND-NOM 2)                                                     | Seltenheit, Eigenart und Schönheit                                         | ND NOM-NOR 01 |
| BW              | Zweibeinige Buche im Stadtwald (Nadelöhr)     | Northeim (51° 41′ 49,8″ N, 10° 1′ 22,2″ O)        | (ehemals: ND-NOM 3)                                                     | Seltenheit, Eigenart und Schönheit                                         | ND NOM-NOR 02 |
| BW              | Eibe am Wieterdenkmal                         | Northeim (51° 41′ 46,3″ N, 10° 0′ 40,3″ O)        | (ehemals: ND-NOM 4)                                                     | Bedeutung für Wissenschaft, Natur und Heimatkunde, Eigenheit und Schönheit | ND NOM-NOR 03 |
| BW              | Linde am Hasselberg                           | Höckelheim (51° 42′ 17,4″ N, 9° 57′ 37,3″ O)      | (ehemals: ND-NOM 13)                                                    | Seltenheit, Eigenart und Schönheit                                         | ND NOM-NOR 04 |
| BW              | Eiche                                         | Edesheim (51° 45′ 9,6″ N, 9° 58′ 20,4″ O)         | (ehemals: ND-NOM 47)                                                    | Seltenheit, Eigenart und Schönheit                                         | ND NOM-NOR 05 |
| BW              | Buche, am alten Steinbruch im Ochsenkopf      | Edesheim (51° 45′ 31″ N, 10° 0′ 9,5″ O)           | (ehemals: ND-NOM 48)                                                    | Seltenheit, Eigenart und Schönheit                                         | ND NOM-NOR 06 |
| BW              | Lutherlinde, südlich der Kirche               | Edesheim (51° 45′ 6,8″ N, 9° 58′ 26″ O)           | (ehemals: ND-NOM 49)                                                    | Bedeutung für Wissenschaft, Natur und Heimatkunde, Eigenheit und Schönheit | ND NOM-NOR 07 |
| BW              | Linde am Forsthaus Husum                      | Hammenstedt (51° 40′ 35,4″ N, 10° 2′ 53,6″ O)     | (ehemals: ND-NOM 74)                                                    | Seltenheit, Eigenart und Schönheit                                         | ND NOM-NOR 08 |
| BW              | Dicke Eiche                                   | Hohnstedt (51° 46′ 25,2″ N, 9° 58′ 23,9″ O)       | (ehemals: ND-NOM 85)                                                    | Seltenheit, Eigenart und Schönheit                                         | ND NOM-NOR 09 |
| Fotos hochladen | Hoflinde                                      | Hohnstedt (51° 45′ 51″ N, 9° 57′ 32,8″ O)         | (ehemals: ND-NOM 86)                                                    | Seltenheit, Eigenart und Schönheit                                         | ND NOM-NOR 10 |
| Fotos hochladen | 5 Eichen                                      | Hohnstedt (51° 46′ 14,5″ N, 9° 58′ 15,1″ O)       | (ehemals: ND-NOM 87)                                                    | Seltenheit, Eigenart und Schönheit                                         | ND NOM-NOR 11 |
| BW              | Eiche am Spritzenhaus                         | Imbshausen (51° 45′ 46,5″ N, 10° 2′ 29,2″ O)      | (ehemals: ND-NOM 89)                                                    | Seltenheit, Eigenart und Schönheit                                         | ND NOM-NOR 12 |
| BW              | Linden (2), an der Kirche                     | Imbshausen (51° 45′ 42,5″ N, 10° 2′ 29,4″ O)      | (ehemals: ND-NOM 91)                                                    | Seltenheit, Eigenart und Schönheit                                         | ND NOM-NOR 13 |
| BW              | Buche                                         | Imbshausen (51° 45′ 46,3″ N, 10° 2′ 55,5″ O)      | (ehemals: ND-NOM 92)                                                    | Seltenheit, Eigenart und Schönheit                                         | ND NOM-NOR 14 |
| Fotos hochladen | Luther-Eiche am Kriegerdenkmal                | Langenholtensen (51° 43′ 33,1″ N, 10° 1′ 9,1″ O)  | (ehemals: ND-NOM 97)                                                    | Bedeutung für Wissenschaft, Natur und Heimatkunde, Eigenheit und Schönheit | ND NOM-NOR 15 |
| Fotos hochladen | Eichen (2), am Zehnerzelt                     | Northeim (51° 42′ 45,9″ N, 10° 0′ 7,9″ O)         | (ehemals: ND-NOM 108)                                                   | Seltenheit, Eigenart und Schönheit                                         | ND NOM-NOR 16 |
| BW              | Goethe-Eiche am Ehrenmal                      | Northeim (51° 42′ 19,8″ N, 10° 1′ 7,5″ O)         | (ehemals: ND-NOM 112)                                                   | Bedeutung für Wissenschaft, Natur und Heimatkunde, Eigenart und Schönheit  | ND NOM-NOR 17 |
| BW              | Prof.-Meyer-Buche, am 6. Wieter               | Northeim (51° 40′ 58,1″ N, 10° 0′ 21,2″ O)        | (ehemals: ND-NOM 115)                                                   | Bedeutung für Wissenschaft, Natur und Heimatkunde, Eigenart und Schönheit  | ND NOM-NOR 18 |
| Fotos hochladen | Tillylinde am Adolf-Hueg-Wall                 | Northeim (51° 42′ 14,9″ N, 9° 59′ 49,2″ O)        | (ehemals: ND-NOM 116)                                                   | Bedeutung für Wissenschaft, Natur und Heimatkunde, Eigenart und Schönheit  | ND NOM-NOR 19 |
| Fotos hochladen | Tulpenbaum, alter Friedhof                    | Northeim (51° 42′ 22,5″ N, 9° 59′ 41,1″ O)        | (ehemals: ND-NOM 118)                                                   | Seltenheit, Eigenart und Schönheit                                         | ND NOM-NOR 20 |
| Fotos hochladen | Eibe, alter Friedhof                          | Northeim (51° 42′ 20,6″ N, 9° 59′ 41,9″ O)        | (ehemals: ND-NOM 119)                                                   | Seltenheit, Eigenart und Schönheit                                         | ND NOM-NOR 21 |
| Fotos hochladen | Esche, alter Friedhof                         | Northeim (51° 42′ 21,2″ N, 9° 59′ 41,1″ O)        | wegen Eschentriebsterben im Oktober 2019 gefällt. (ehemals: ND-NOM 120) | Seltenheit, Eigenart und Schönheit                                         | ND NOM-NOR 22 |
| Fotos hochladen | Schillereiche, westlich der St. Sixti-Kirche  | Northeim (51° 42′ 18,6″ N, 10° 0′ 9,3″ O)         | (ehemals: ND-NOM 123)                                                   | Bedeutung für Wissenschaft, Natur und Heimatkunde, Eigenart und Schönheit  | ND NOM-NOR 23 |
| BW              | Schäfer-Linde, auf dem Sultmer                | Langenholtensen (51° 43′ 35″ N, 9° 59′ 40,9″ O)   | (ehemals: ND-NOM 125)                                                   | Bedeutung für Wissenschaft, Natur und Heimatkunde, Eigenheit und Schönheit | ND NOM-NOR 24 |
| Fotos hochladen | Ginkgobaum, Wieterstr. 18                     | Northeim (51° 42′ 14″ N, 10° 0′ 5,5″ O)           | (ehemals: ND-NOM 126)                                                   | Seltenheit, Eigenart und Schönheit                                         | ND NOM-NOR 25 |
| Fotos hochladen | Platane, an der ehemaligen Rhumemühle         | Northeim (51° 42′ 32,4″ N, 10° 0′ 4,3″ O)         | (ehemals: ND-NOM 128)                                                   | Seltenheit, Eigenart und Schönheit                                         | ND NOM-NOR 26 |
| BW              | Luthereiche, 50 m südwestlich der Moorebrücke | Schnedinghausen (51° 41′ 16,4″ N, 9° 54′ 49,2″ O) | (ehemals: ND-NOM 132)                                                   | Bedeutung für Wissenschaft, Natur und Heimatkunde, Eigenheit und Schönheit | ND NOM-NOR 27 |
| BW              | Luthereichen (2), am Freibad                  | Sudheim (51° 40′ 9,2″ N, 9° 58′ 55,4″ O)          | (ehemals: ND-NOM 138)                                                   | Bedeutung für Wissenschaft, Natur und Heimatkunde, Eigenheit und Schönheit | ND NOM-NOR 28 |
| BW              | Eiben (4), im Gutspark von Wickershausen      | Hollenstedt (51° 43′ 24,7″ N, 9° 54′ 34,6″ O)     | (ehemals: ND-NOM 219)                                                   | Seltenheit, Eigenart und Schönheit                                         | ND NOM-NOR 29 |
| Fotos hochladen | Blutbuche                                     | Northeim (51° 42′ 13,4″ N, 10° 0′ 6,1″ O)         |                                                                         | Seltenheit, Eigenart und Schönheit                                         | ND NOM-NOR 30 |

## Solling
Im gemeindefreien Gebiet Solling sind 14 Naturdenkmale verzeichnet.
| Bild                          | Bezeichnung                                                           | Ort, Lage                                        | Beschreibung                       | Schutzzweck                                                               | Nummer       |
| ----------------------------- | --------------------------------------------------------------------- | ------------------------------------------------ | ---------------------------------- | ------------------------------------------------------------------------- | ------------ |
| BW                            | Weißtanne, bei der Försterei Brüggefeld                               | Solling (51° 39′ 57,2″ N, 9° 27′ 50,8″ O)        | (ehemals: ND-NOM 19)               | Seltenheit, Eigenart und Schönheit                                        | ND NOM-SO 01 |
| BW                            | Eiche, am düsteren Lieth, 3 km nördlich Dinkelhausen                  | Solling (51° 41′ 31,6″ N, 9° 40′ 35,9″ O)        | (ehemals: ND-NOM 30)               | Seltenheit, Eigenart und Schönheit                                        | ND NOM-SO 02 |
| mehr Fotos \| Fotos hochladen | Buche, an der Malliehagener Kirchenruine                              | Solling (51° 41′ 0,5″ N, 9° 41′ 53,4″ O)         | (ehemals: ND-NOM 31)               | Bedeutung für Wissenschaft, Natur und Heimatkunde, Eigenart und Schönheit | ND NOM-SO 03 |
| BW                            | Scheibenstandeiche, 1,5 km nördlich des Ortes, am alten Scheibenstand | Solling (51° 41′ 22,8″ N, 9° 39′ 44,3″ O)        | (ehemals: ND-NOM 32)               | Seltenheit, Eigenart und Schönheit                                        | ND NOM-SO 04 |
| BW                            | Alteiche                                                              | Solling (51° 39′ 57,6″ N, 9° 26′ 37,3″ O)        | (ehemals: ND-NOM 152)              | Seltenheit, Eigenart und Schönheit                                        | ND NOM-SO 05 |
| BW                            | Wilddiebseiche                                                        | Solling (51° 41′ 31,9″ N, 9° 29′ 25,8″ O)        | (ehemals: ND-NOM 155)              | Bedeutung für Wissenschaft, Natur und Heimatkunde, Eigenart und Schönheit | ND NOM-SO 06 |
| BW                            | Alteichenbestand (33 Alteichen)                                       | Solling (51° 41′ 1,3″ N, 9° 27′ 49,3″ O)         | (ehemals: ND-NOM 158)              | Seltenheit, Eigenart und Schönheit                                        | ND NOM-SO 07 |
| BW                            | Görges-Eiche                                                          | Solling (51° 45′ 27,4″ N, 9° 42′ 25,6″ O)        | (ehemals: ND-NOM 226)              | Bedeutung für Wissenschaft, Natur und Heimatkunde, Eigenart und Schönheit | ND NOM-SO 08 |
| Fotos hochladen               | Eiche                                                                 | Hilwartshausen (51° 45′ 58,1″ N, 9° 42′ 47,7″ O) | (ehemals: ND-NOM 227)              | Seltenheit, Eigenart und Schönheit                                        | ND NOM-SO 09 |
| BW                            | Examensbuche                                                          | Solling (51° 45′ 2,9″ N, 9° 40′ 43,7″ O)         | (ehemals: ND-NOM 228)              | Bedeutung für Wissenschaft, Natur und Heimatkunde, Eigenart und Schönheit | ND NOM-SO 10 |
| BW                            | Buche, am Forellenhof                                                 | Solling (51° 39′ 31,7″ N, 9° 26′ 17,9″ O)        |                                    | Seltenheit, Eigenart und Schönheit                                        | ND NOM-SO 11 |
| BW                            | Brüggefelder Linde                                                    | Solling (51° 39′ 33,4″ N, 9° 26′ 13″ O)          |                                    | Seltenheit, Eigenart und Schönheit                                        | ND NOM-SO 12 |
| BW                            | Pappelbuche, auf dem Buchenberg                                       | Solling (51° 38′ 47,9″ N, 9° 35′ 34,7″ O)        |                                    | Seltenheit, Eigenart und Schönheit                                        | ND NOM-SO 13 |
| BW                            | Von-Seebach-Buche                                                     | Solling (51° 42′ 22,7″ N, 9° 38′ 4,9″ O)         | benannt nach Christian von Seebach | Bedeutung für Wissenschaft, Natur und Heimatkunde, Eigenart und Schönheit | ND NOM-SO 14 |

## Uslar
Im Gebiet der Stadt Uslar sind 6 Naturdenkmale verzeichnet.
| Bild            | Bezeichnung                              | Ort, Lage                               | Beschreibung                                                                      | Schutzzweck                                                               | Nummer      |
| --------------- | ---------------------------------------- | --------------------------------------- | --------------------------------------------------------------------------------- | ------------------------------------------------------------------------- | ----------- |
| Fotos hochladen | Dunieiche und 2 Alteichen, im Eichholz   | Uslar (51° 38′ 42,4″ N, 9° 38′ 21,5″ O) | (ehemals: ND-NOM 173)                                                             | Seltenheit, Eigenart und Schönheit                                        | ND NOM-US 1 |
| Fotos hochladen | Bergsee                                  | Uslar (51° 40′ 55,2″ N, 9° 43′ 48″ O)   | Relikt einer aufgelassenen Braunkohle- und Sandabbaustätte (ehemals: ND-NOM 275). | Besondere Bedeutung für Wissenschaft, Natur und Heimatkunde               | ND NOM-US 2 |
| BW              | Hickory, auf dem Bahnhofsvorplatz        | Uslar (51° 39′ 17″ N, 9° 39′ 16,3″ O)   |                                                                                   | Seltenheit, Eigenart und Schönheit                                        | ND NOM-US 3 |
| BW              | Eiche, westlich der Sohlinger Landstraße | Uslar (51° 39′ 54,5″ N, 9° 37′ 3,1″ O)  |                                                                                   | Seltenheit, Eigenart und Schönheit                                        | ND NOM-US 4 |
| Fotos hochladen | Völkerschlachteiche, am Graftplatz       | Uslar (51° 39′ 30,5″ N, 9° 37′ 59,8″ O) | gepflanzt 1863                                                                    | Bedeutung für Wissenschaft, Natur und Heimatkunde, Eigenart und Schönheit | ND NOM-US 5 |
| BW              | Hoflinde, in Ahlbershausen               | Uslar (51° 36′ 50,5″ N, 9° 38′ 51,9″ O) |                                                                                   | Seltenheit, Eigenart und Schönheit                                        | ND NOM-US 6 |

## Hinweis
Im Dezember 2014 wurde das Kennzeichnungssystem der Naturdenkmale im Landkreis Northeim geändert. Einige der früheren Kennzeichen sind als Bemerkung angegeben.